# Hermann Gleich

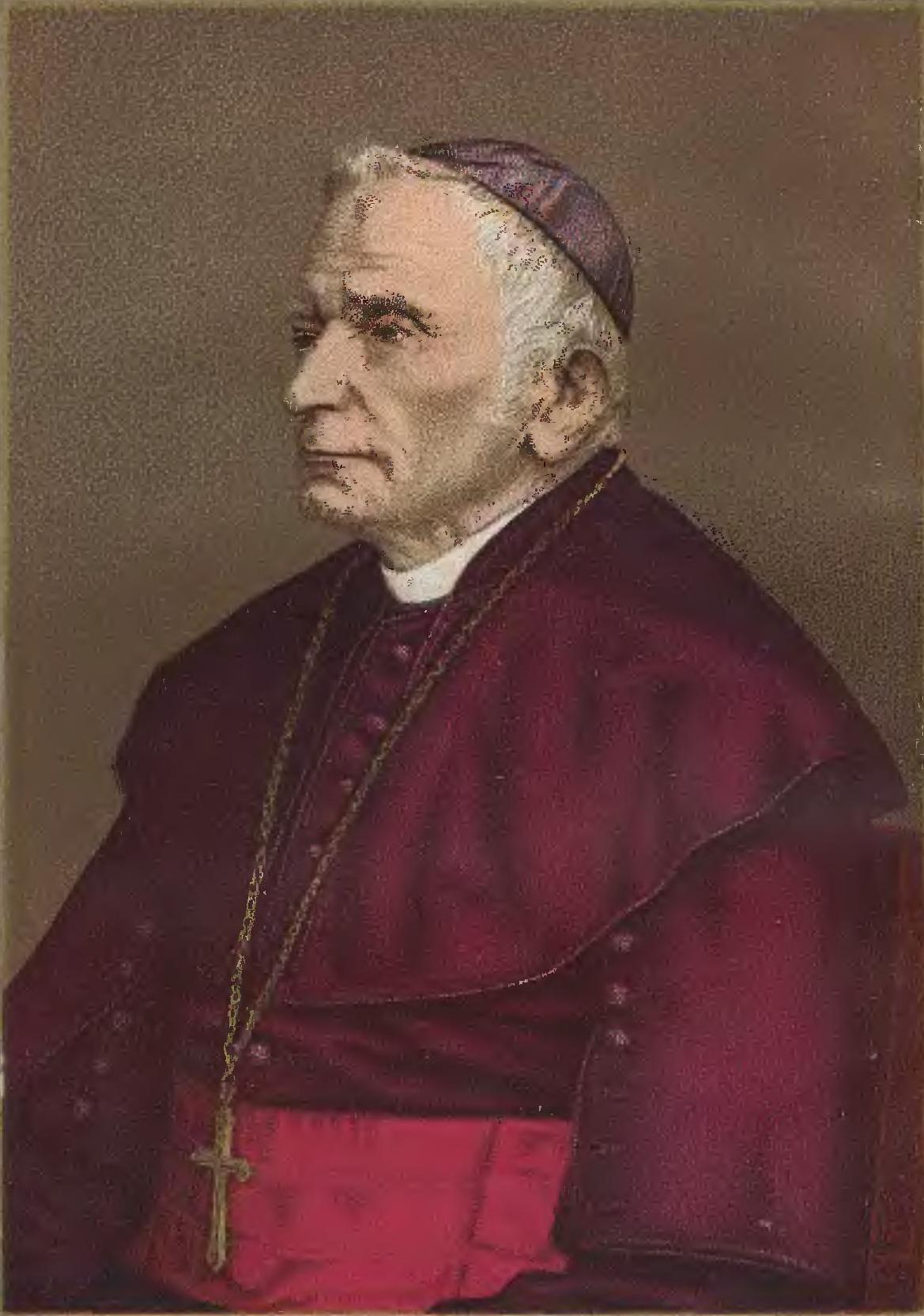

Hermann Gleich (* 10. September 1815 in Laskowitz; † 2. April 1900 in Breslau) war Weihbischof in und Kapitularvikar von Breslau.

## Leben
Hermann Gleich wurde am 30. September 1838 in Breslau zum Priester geweiht. Nach Kaplanstätigkeiten in Namslau und Oppeln war er ab 1842 als Pfarrer in Tillowitz tätig, wo er auch Erzpriester und Kreisschulinspektor war. Ab 1851 war er Pfarrer und ab 1855 Fürstbischöflicher Kommissar in Oppeln. Daselbst gründete er eine Mädchen-Erziehungs-Unterrichtsanstalt, die von den Armen Schulschwestern betreut wurde. Nachdem er 1862 Domkapitular in Breslau geworden war, bekleidete er zahlreiche Ämter. Er war:
- Rat des Generalvikariates und der Geheimen Kanzlei
- Prosynodalexaminator
- Magister fabricae der Kreuzkirche und
- Kurator des Konvikts, des Klosters der Schwestern vom Guten Hirten und des Lazarushospitals

1875 ernannte ihn Papst Pius IX. zum Titularbischof von Mallus und Weihbischof in Breslau. Die Bischofsweihe nahm der in den österreichischen Bistumsanteil emigrierte Fürstbischof Heinrich Förster am 21. September 1875 in Jauernig vor. Deshalb und wegen des in Preußen herrschenden Kulturkampfes konnte Gleich seine bischöflichen Funktionen nur geheim ausüben. Trotzdem wurde er – nachdem er schon vorher Domdechant geworden war – nach dem Tode Försters mit Zustimmung der preußischen Regierung 1881 zum Kapitularvikar ernannt.
Der neu gewählte Bischof Robert Herzog ernannte ihn 1882 zum Generalvikar. Von 1884 bis 1894 war er Präses des Konsistoriums II. Instanz und nach dem Tode Herzogs in der Zeit der Sedisvakanz von 1886 bis 1887 erneut Kapitularvikar. Der neu gewählte Fürstbischof Georg von Kopp ernannte ihn erneut zum Generalvikar. Dieses Amt übte er bis 1895 aus.
Große Verdienste erwarb sich Hermann Gleich mit der Wiedererrichtung der 1875 im Kulturkampf aufgelösten Diözesanbehörden (Generalvikariat, Offizialat, Geheime Kanzlei). Neben seinen zahlreichen Ämtern war er von 1866 bis 1896 auch Generalpräses des Vinzensvereins. Die Katholische Fakultät der Universität Münster verlieh ihm 1883 die Ehrendoktorwürde.